# الآرتشيز
الآرتشيز أو ذي آرتشيز (بالإنجليزية: The Archies)‏ وهي فرقة مرآب ‏ أمريكية خيالية تتكون من آرتشي أندروز ‏ وريجي مانتل ‏ وجاغهيد جونز وفيرونيكا لودج ‏ وبيتي كوبر ‏ ، وهي مجموعة من الشخصيات المراهقة في عالم آرتشي ، في سياق المسلسل التلفزيوني المتحرك برنامج الآرتشيز ‏. كما تشتهر المجموعة بنجاحها الحقيقي في العالم من خلال فرقة افتراضية ‏.
تم تسجيل أغنية الفرقة الخيالية من قبل موسيقي جلسات ‏ ، حيث ظهر رون دونتي المغني الرئيسي و توني واين ‏ كثنائي ومساند الصوت ، وتم إصدارها كسلسلة من الأغاني الفردية والألبومات. أصبحت أغنيته الناجحة ، سكر ، سكر "Sugar, Sugar" ، واحدة من أكبر نجاحات موسيقى البوب التي ازدهرت في الفترة من 1968 إلى 1973.

## التشكيلة الخيالية
تلعب موسيقى آرتشيز مجموعة متنوعة منالموسيقى الشائعة المعاصرة ، بما يتماشى مع العصر الذي يتم فيه رسم القصص المصورة. كل عضو يقوم بالغناء ، مع جاغهيد الذي يتعامل مع صوت البيس. على الرغم من أن أصواتهم الغنائية كانت ناعمة ومناسبة للغناء الشعبي ، إلا أن أصواتهم المتشابهة تختلف كثيرًا. الأدوار التي لعبها المراهقون في الفرقة الخيالية كانت:
- آرتشي – مغني رئيسي, ليد غيتار
- ريجي – البيس غيتار, صوت خلفي
- جاغهيد – طبول
- كلب جاغهيد, هوت دوغ – قائد أوركسترا
- بيتي – آلة الدف , صوت خلفي
- فيرونيكا – الأورغن , صوت خلفي

كانت بداية التوزيع لموسيقى آرتشيز هو نقش سجلات من الكرتون المقوى مباشرة على ظهر ورق كرتون حبوب الإفطار، والتي يتم قطعها وتشغيلها على قرص دوار (مع أن موسيقاها كانت متوفرة أيضا في الفاينل). على الرغم من أن المجموعة لم تعد تظهر فيالرسوم المتحركة ، إلا أنها لا تزال تستخدم بشكل متكرر في القصص المنشورة من قبل آرتشي كومكس.

## الإنتاج
تم تجميع مجموعة من الموسيقيين في الاستوديو من قبل دون كيرشنر في عام 1968 لأداء الأغاني المختلفة. أشهرها سكر، سكر "Sugar, Sugar" ، الذي قام بكتابتها جيف باري وآندي كيم ، التي صعدت إلى الرقم واحد على ترتيب التسجيلات في عام 1969 ، باعت أكثر من ستة ملايين نسخة ، وحصلت على قرص ذهبي. في قائمة بيلبورد هوت 100 ، تم تصنيفها كأغنية الرقم 1 في ذلك العام ، وهي المرة الوحيدة التي تحصل فيها فرقة خيالية على الإطلاق أعلى 100 نقطة في قائمة بيلبورد السنوية. آخر 40 أغنية أخرى سجلها آرتشيز تتضمن أغنية من هو حبيبك؟ "?Who's Your Baby" (رقم الولايات المتحدة 40) ، و بانغ-شانغ أ-لانغ "Bang-Shang-A-Lang" (الولايات المتحدة رقم 22) ، و جينغل جانغل ‏ "Jingle Jangle" (رقم الولايات المتحدة رقم 10). كما باعت أكثر من مليون نسخة ، وحازة على الجائزة الذهبية الثانية.

## ديسكوغرافيا

### الألبومات
الأغاني المتصدرة
| السنة | الألبوم                     | بيلبورد 200 | شركة التسجيلات     |
| ----- | --------------------------- | ----------- | ------------------ |
| 1968  | The Archies ‏                | 88          | Calendar Records   |
| 1969  | Everything's Archie ‏        | 66          | Calendar Records   |
| 1969  | Jingle Jangle ‏              | 125         | Kirshner Records   |
| 1970  | Sunshine                    | 137         | Kirshner Records   |
| 1970  | The Archies Greatest Hits   | 114         | Kirshner Records   |
| 1971  | الآرتشيز                    | —           | Kirshner Records   |
| 2008  | The Archies Christmas Album | —           | Fuel 2000 Records ‏ |

## روابط خارجية
- الآرتشيز على موقع IMDb (الإنجليزية)
- الآرتشيز على موقع ميوزك برينز (الإنجليزية)
- الآرتشيز على موقع أول ميوزيك (الإنجليزية)
- الآرتشيز على موقع ديسكوغز (الإنجليزية)

- Ron Dante
- The Archies